# Аполо Крус
Сесу Уа (роден на 22 август 1987) е американски професионален кечист, по-добре познат под името Аполо Крус.

## Биография
Роден в Сакраменто, Калифорния, Уа израства в Атланта, Джорджия и от малък е запален по кеча, ставайки фен на кечисти като Ледения Стив Остин, Скалата и най-вече Кърт Енгъл. Започва във военна гимназия, учейки се на различни спортове, като аматьорска борба, футбол, американски футбол и лека атлетика, като начин на отпускане и „да се отърве от военния живот“. Докато вдига тежести в гимназията, бива наричан с името „Уа Нейшън“, когато неговият треньор забелязва, че той е бил „силен като цяла нация“.
Започва кариерата си през 2009 г., първоначално работейки под името Уа Нейшън, и пробива през 2011 г., когато подписва с компанията Dragon Gate USA, което довежда до първото му пътешествие в Япония за Dragon Gate.
През 2015 г. Уа подписва с WWE и е преместен в тяхната развиваща се територия NXT, където получава името Аполо Крус. Дебютира в главния състав на WWE през април 2016. Висок 1,85 метра, с тегло 110 килограма, Уа е познат като „летящ-аз“ и силен кечист.

## Професионална кеч кариера

### Ранна кариера
След като завършва училище, Уа бързо намира работа, за да може да плаща за тренировките му по кеч. Започва да тренира на 21 години с Къртис „Мистър“ Хюс в школата за трениране на компанията World Wrestling Alliance 4 (WWA4) в Атланта. След като прави своя кеч дебют под името Уа Нейшън на 17 август 2009, прекарва повече от година в малки компании в независимия кръг на Джорджия, но също се бие за Pro Wrestling Alliance (PWA) в Хюстън, Тексас и Great Championship Wrestling (GCW) във Финикс Сити, Алабама, често работейки с трениращия в WWA4, Ей Ар Фокс.

### Dragon Gate и техни партньори (2011 – 2015)
На 9 септември 2011, Уа участва в изпробващ семинар от компанията Dragon Gate USA. Той веднага подписва за появи, не само за Dragon Gate USA, но и бащината ѝ компания, Dragon Gate, и техните близки партньори Evolve и Full Impact Pro (FIP). Прави своя кеч дебют за Dragon Gate USA по-късно същия ден, побеждавайки Арон Дрейвън в кратък мач. Уа прави своя pay-per-view дебют на другия ден на Недосегаеми 2011, където той приема предизвикателството на Броди Лий и доминира, преди Лий да напусне залата. На следващия ден на pay-per-view турнира Пътя на война 2011, Уа побеждава Фасадата, Флип Кендрик и Шугар Дънкертън в четворен мач. На 29 октомври, Уа прави своята първа поява за Full Impact Pro, когато побеждава Джейк Манинг за Наследствената титла на Флорида на FIP. Уа тогава участва в сюжет, където различни групировки от Dragon Gate USA се опитват да го убеждават да се присъедини към тях. На 30 ноември, Уа прави своя Японски дебют в Dragon Gate, по време на събитие, продуцирано от злата групировка Кървящите войни. Уа побеждава Котока в мач, дълъг 99 секунди, отличавайки се като най-новия член на Кървящите войни. До края на турнето, което продължава до 25 декември, Уа работи заедно с Кървящите войни, печелейки всеки един от мачовете си. На края на 2011, Dragon Gate USA обяви Уа като Най-добрия новодошъл за годината. Той също завършва на второ място зад Дайчи Хашимото в категорията с награди на Wrestling Observer Newsletter's за Новобранец на годината.
До завръщането си в Съединените щати, Уа прави своя дебт за Evolve на 2 януари 2012, побеждавайки Пинки Санчез. Когато на следващия март, Акира Тозауа взима лидерството на Кървящите войни от Чима и смени името на групировката с Мад Бланки, Уа Нейшън остава заедно с преименуваната групировка. Уа прави своята първа поява представяйки Мад Бланки на събитие на DGUSA на 29 март, когато той и съотборниците му Акира Тозауа и Би екс Би Хълк побеждават Ронин (Чък Тейлър, Джони Гаргано и Рич Суон) и Ди Ю Еф (Арик Кенън, Пинки Санчез и Сами Калиан) в троен триос мач. Обаче, по време на мач Уа претърпява контузия на коляното, която го отписва за година. Уа се завръща на ринга на 1 февруари 203, на iPPV турнира на Full Impact Pro, Всичко гори, където успешно защитава Наследствената титла на Флорида на FIP срещу Чейсън Ранс. На 2 март, Уа се завръща в Япония и Dragon Gate, когато той и Би екс Би Хълк побеждават Дон Фуджии и Масааки Мочизуки за Титлите на Освободената порта на Близнаците. Загубват титлите от Шинго Такаджи и Ямато на 5 май. На 11 май, Уа бива туширан за пръв път на ринга на Dragon Gate, когато той бива елиминиран от Джими Сусуму в първия кръг на турнира Крал на портата за 2013. На 28 юли, на Освободете дракона 2013, шоуто на четвъртата годишнина на Dragon Gate USA, Уа бива туширан за пръв път в компанията, когато бива победен от Антъни Нийз. На 9 август, Уа загубва Наследствената титла на Флорида на FIP от Гран Акума. Обратно в Dragon Gate, Мад Бланки обръща гръб на Уа Нейшън на 30 август, след като отказва да се би с Акира Тозауа, който бива изритан от групата. Тогава Уа формира ново приятелство с Тозауа и Шинго Такаджи. На 12 септември, тримата биват присъединени от Масато Йошино, Рикошет и Шачихоко Бой, сформирайки нова групировка, която на 6 октомври бива кръстена Чудовищен експрес. На 12 януари 2014, Уа получава първия си шанс за най-главната титла на Dragon Gate USA, Титлата на Освободената порта на свободата, но бива победен от шампиона, Джони Гаргано. На 6 март, Уа получава също шанс за друга главна титла на Dragon Gate, Титлата на Освободената мечтана порта, но бива победен от защитаващия шампион, съотборник от Чудовищен експрес, Рикошет. На 23 май, беше обявено, че Уха подписва нов договор с Dragon Gate USA.
На 5 февруари 2015, Уа се завръща в Dragon Gate като мистериозния опонент на Акира Тозауа в отборен мач, в който те побеждават Кибер Конг и Дон Фуджии. На края на събитието, Уа, провокирайки Би екс Би Хълк, го предизвиква на мач за Титлата на Освободената мечтана порта. На 1 март, Уа се проваля в предизвикването си за титлата срещу Хълк, след като обяви, че ще се бие в последния си мач за Dragon Gate. Уа участва в последните си събития на Evolve по-късно същия месец по време на КечМания седмицата на WWNLive.

### WWE

#### NXT (2014 – 2016)
През октомври 2014, Уа учата в изпробващия лагер на WWE, което довежда до предлагане на развиващ се договор. Започвайки от 31 декември 2014, множество слухове съобаваха, че Уа е дал условия за подписване на договор с WWE. Уа бива изпратен в Представителния център на WWE, домът на тяхната развиваща се територия NXT, на 6 април 2015. WWE официално обявяват, че Уа е част ит новия клас от новобранци на NXT в статия на 13 април. Уа прави своята първа телевизионна поява на 6 май в епизод на NXT, подписвайки договор на NXT в сегмент с Уилям Ригал. Това беше последвано от реклами за предстоящия му дебют. Уа започва да се бие в NXT хаус шоута на следващия месец, оставайки с името си Уа Нейшън. На 5 август, беше обявено, че Уа, сега работейки под името „Аполо Крус“, ще прави своя телевизионен дебют в NXT на 22 август на NXT Завземане: Бруклин. Крус обаче прави своя дебют на записването от 3 август, което се излъчва след NXT Завземане: Бруклин, побеждавайки Мартин Стоун. На NXT Завземане: Бруклин, Крус побеждава Тай Дилинджър в своя официален дебютиращ мач. На 8 октомври, на записването на NXT, Крус печели кралска битка, ставайки главен претендент за Титлата на NXT. Крус получава своя шанс за титлата срещу Фин Бáлър на 22 октомври. Крус печели мача чрез дисквалификация, което означава, че Бáлър запазва титлата си, когато той бива атакуван от Барън Корбин, който е елиминиран от Крус в претендентската кралска битка. Враждата между Крус и Корбин стига до мач на 6 декември на NXT Завземане: Лондон, който Корбин печели. Крус има малка вражда с Илайъс Самсън, след като той спаси Джони Гарагано от побоя от Илайъс на 23 март, на NXT. Двамата получават мач на 6 април на NXT, който бива спечелен от Крус.

#### Главен състав (от 2016 г.)
На 4 април 2016, Крус прави своя дебют в главния състав на Първична сила с победа над Тайлър Брийз. Тогава Крус участва във вражда с Отхвърлените от Обществото, побеждавайки всеки член на групировката, кулминирайки с мач на 8 април на Първична сила. Преди мача, Крус се съгласява да се присъедини към Отхвърлените, ако някой от тях го победи. Като част от условието, Отхвърлените също се съгласиха, че ще го оставят, ако те спечелят мача. Крус победи Хийт Слейтър, прекратявайки враждата им. Крус губи за пръв път в главния състав на 23 май на Първична сила, губейки от Крис Джерико в квалификационен мач за мача със стълби за Договора в куфарчето. Тази загуба беше заради атаката преди мач на Шеймъс върху Крус, започвайки вражда между тях. Крус и Шеймъс се бият на 9 юни на договора в куфарчето в мач, който Крус печели.

## Личен живот
Уа има нигерийски произход. Неговия баща първоначално е от Бенуе в средния район на Нигерия. Уа е близък приятел с кечистите Кевин Оуенс, Фин Бáлър, Крис Майстора и Рикошет. Уа има сестра, която е в Армията на Съединените щати и живее в Сан Антонио, Тексас. Уа живее в Орландо, Флорида, където е съквартирант с кечистите Рикошет и Теса Бланчард.

## В кеча
- финални ходове
  - Като Аполо Крус
    - Gorilla press drop, след това standing moonsault[57][70][71][72]
    - Spin-out powerbomb[73][74][75][76]

  - Като Уа Нейшън
    - Standing shooting star press[5][6][7]
    - Uhaa Combination[2][5] (Gorilla press drop, последван от standing moonsault, последван от tanding shooting star press)[77]
- Ключови ходове
  - Като Аполо Крус
    - Delayed vertical suplex[74][78][79][80]
    - Enzuigiri[78][79][81][82]
    - Jumping clothesline[74][78][81][82]

  - Като Уа Нейшън
    - All Out Assault[5] (Triple powerbomb)[7]
    - Over the top rope dive[7]
    - Standing moonsault[7]
    - Tombstone piledriver[7]
- Прякори
  - „Нацията от един човек“[22]
- Входни песни
  - „Dschinghis Khan“ на Dschinghis Khan[2]
  - „Cruise Control“ на CFO$[83] (NXT/WWE; 22 август 2015 – )

## Шампионски титли и отличия
- Световна федерация (WWE)
  - Шампион на Съединените американски щати (1 път)
  - Интерконтинентален шампион (1 път)
- Dragon Gate
  - Шампион на Освободената порта на Билзнаците (път) – с Би екс Би Хълк[5][7]
- Dragon Gate USA
  - Най-добър новодошъл (2011)[7]
- Full Impact Pro
  - Наследствен шампион на Флорида на FIP (1 път)[5][7]
- Great Championship Wrestling
  - Шампион в тежка категория на GCW (1 път)[5]
- Preston City Wrestling
  - Шампион в тежка категория на PCW (1 път)[84]
- Pro Wrestling Illustrated
  - PWI го класира като #155 от топ 500 индивидуални кечисти в PWI 500 през 2012[85]